# 상동도서관
부천시립상동도서관은 경기도 부천시 원미구 상동 소재의 시립 도서관이다. 문학 특화가 기본이 된다.
이 도서관(원천 공원 옆) 3층에 오키나와(沖縄) 특별 자료실이 설치되어 있다.

## 연혁
- 2011.10.29 상동도서관 개관(원미구 상이로 12(상동)), 지식정보센터 업무 개시
- 2013.10 통합 도서관리 정보시스템 구축 (32개 기관)

## 시설현황
- 4층: 일반열람실, 남자열람실, 여자열람실, 휴게실
- 3층: 종합자료실, 문화강좌실
- 2층: 아동자료실, 사무실
- 1층: 전자정보실, 자료정리실, 북카페
- 지하1층: 시청각실, 상동문학관, 보존서고, 기전실, 도시락코너

## 이용 안내

### 이용 시간
- 자료실: 평일 09:00~22:00 / 토·일요일 09:00~17:00
- 열람실: 매일 07:00~22:00

### 휴관일
- 매주 금요일
- 일요일을 제외한 법정공휴일(단, 국경일이 토,일요일인 경우에는 휴관)

## 갤러리

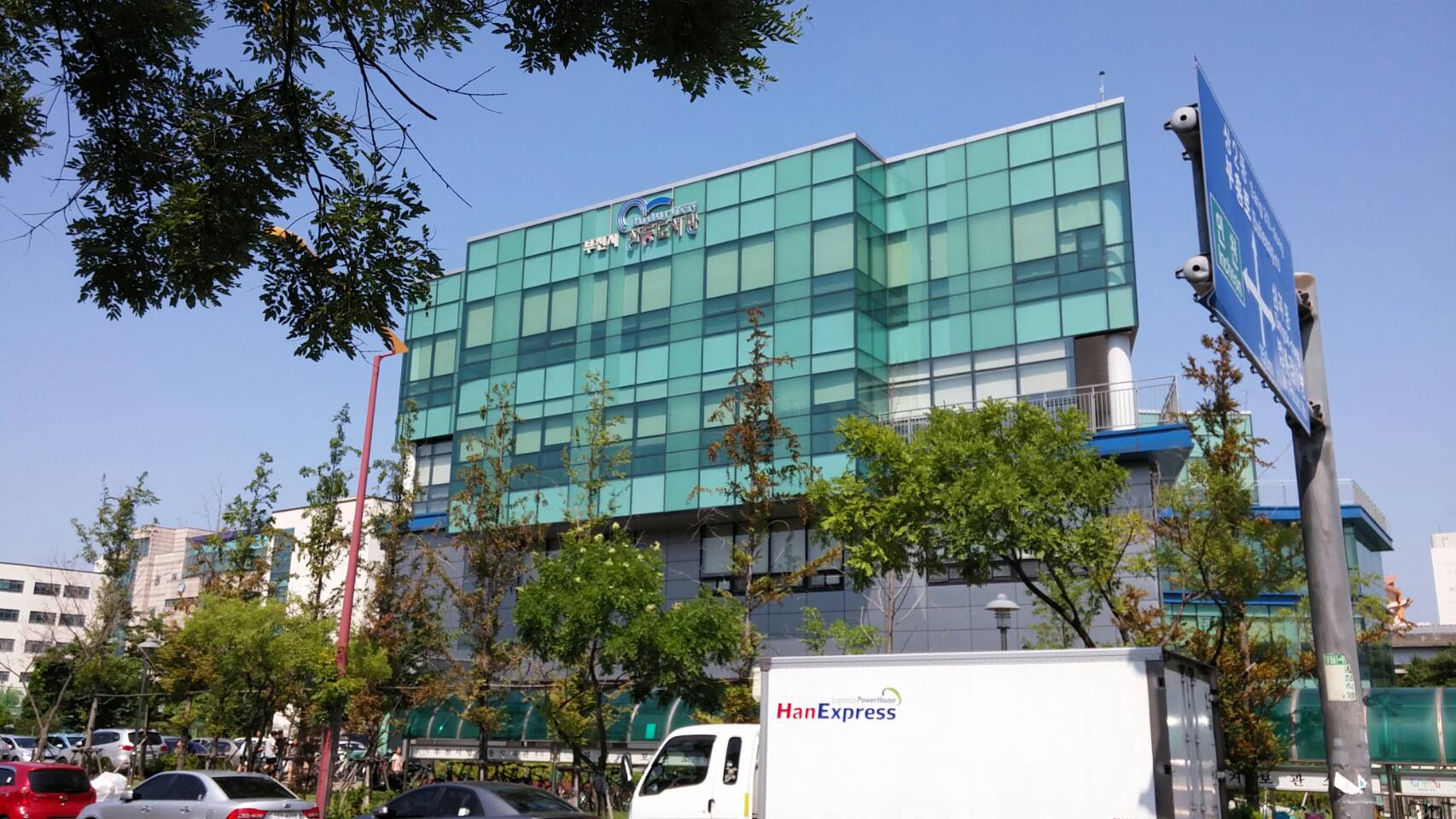
부천 시립 상동도서관 건물
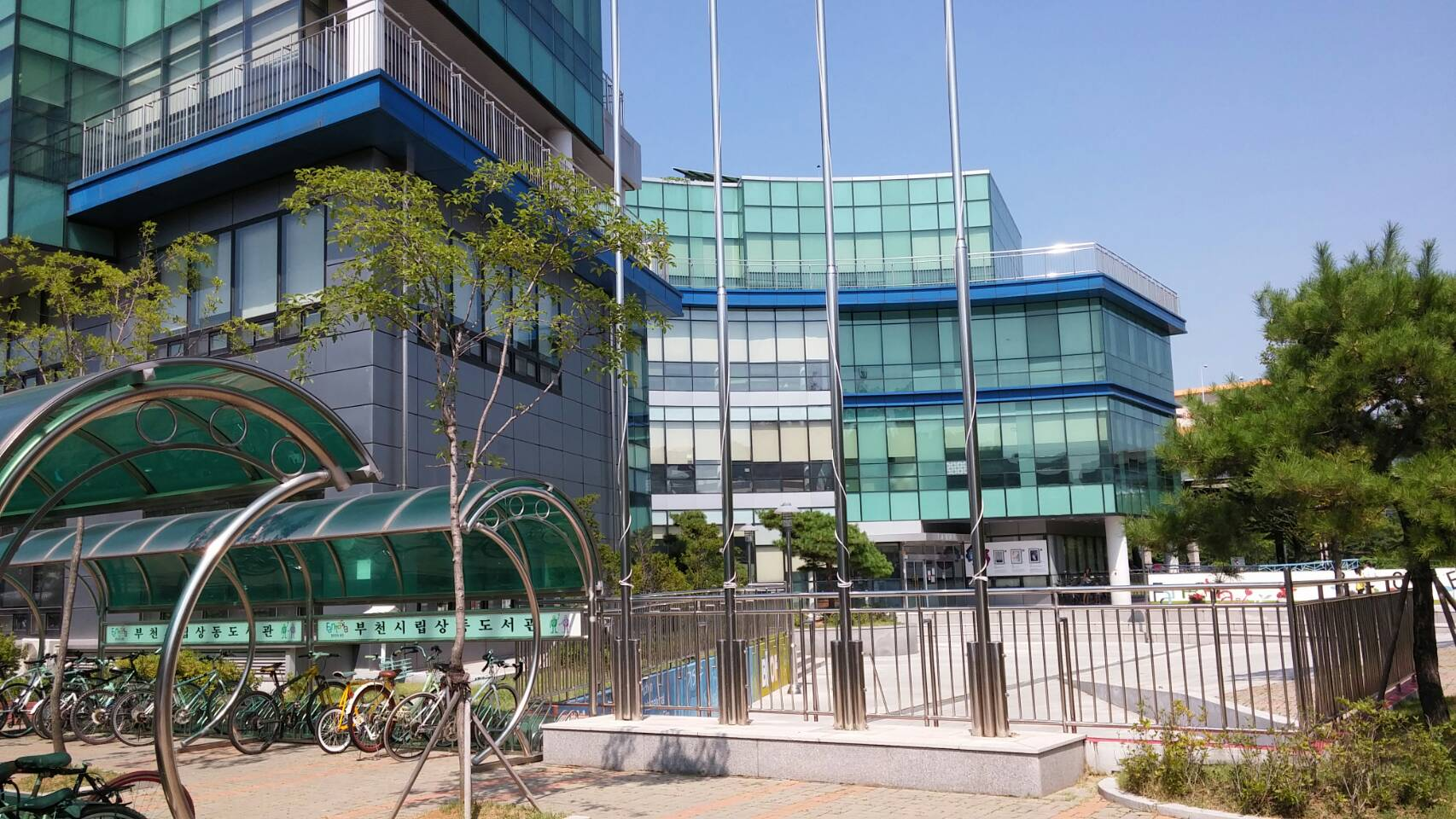
부천 상동도서관 (1)
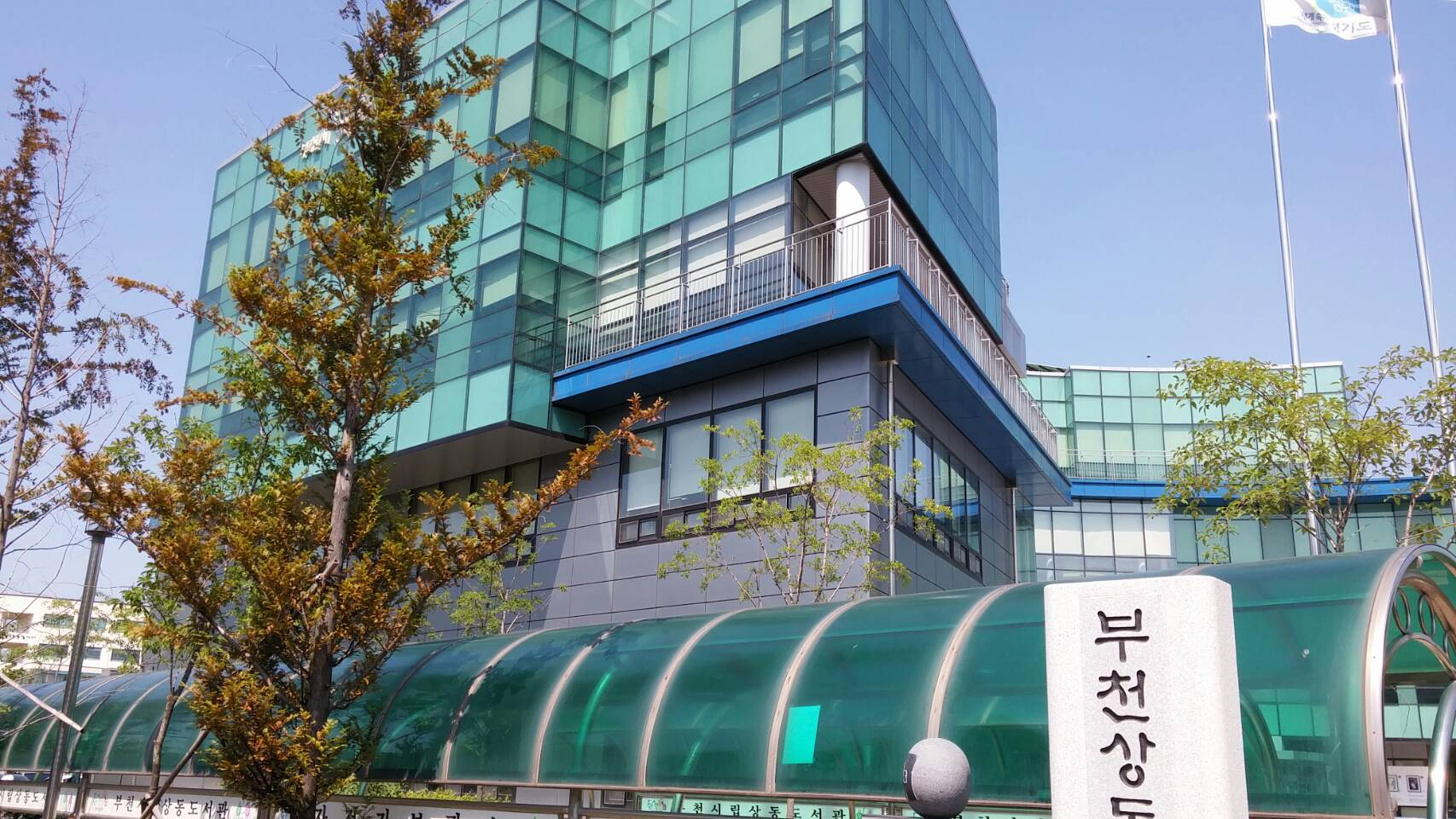
부천 상동도서관 (2)
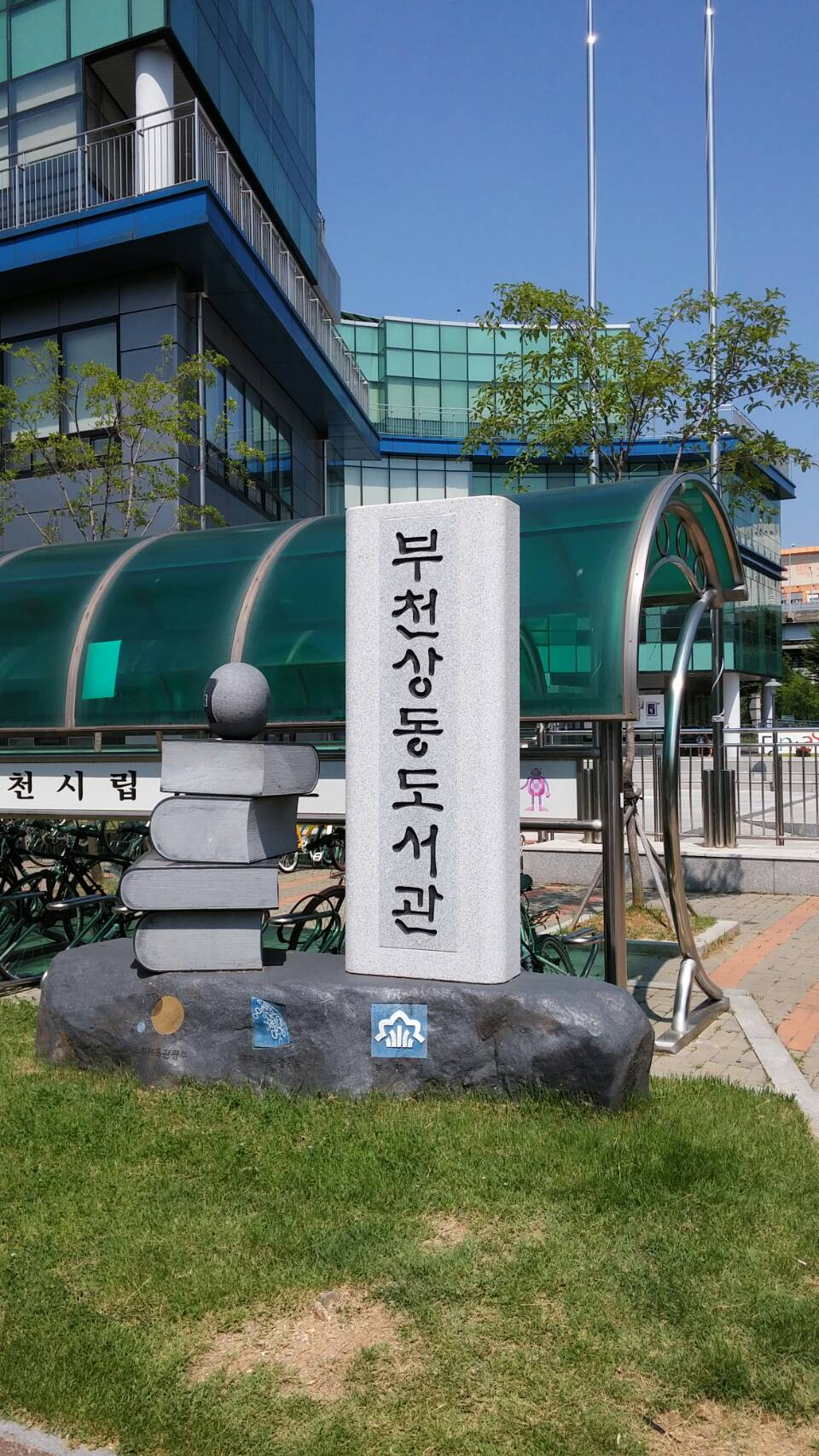
부천 상동도서관 표지석